# HC Les Avants
Der HC Les Avants war ein Schweizer Eishockey-Club aus Les Avants im Kanton Waadt. Er wurde im Jahr 1904 gegründet, gewann mehrere Schweizer Meistertitel und wurde im Laufe der Weltwirtschaftskrise aufgelöst.

## Geschichte

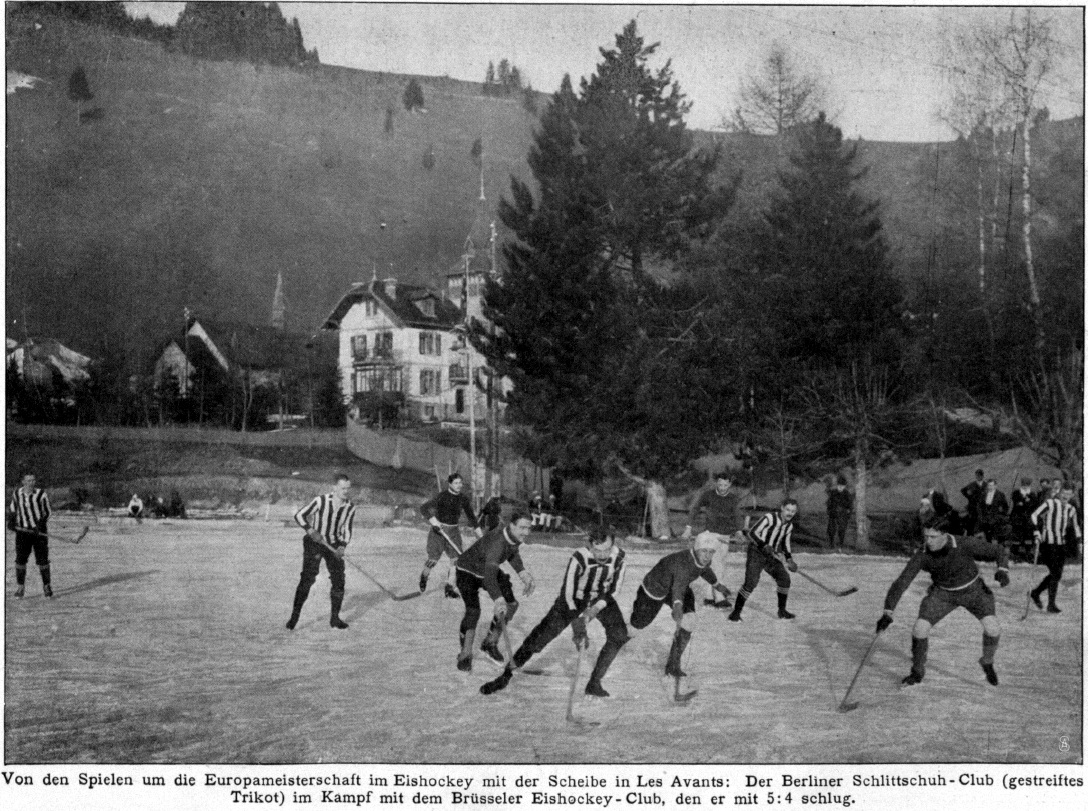
Spielszene bei der Eishockey-EM 1910 auf einem zugefrorenen See in Les Avants

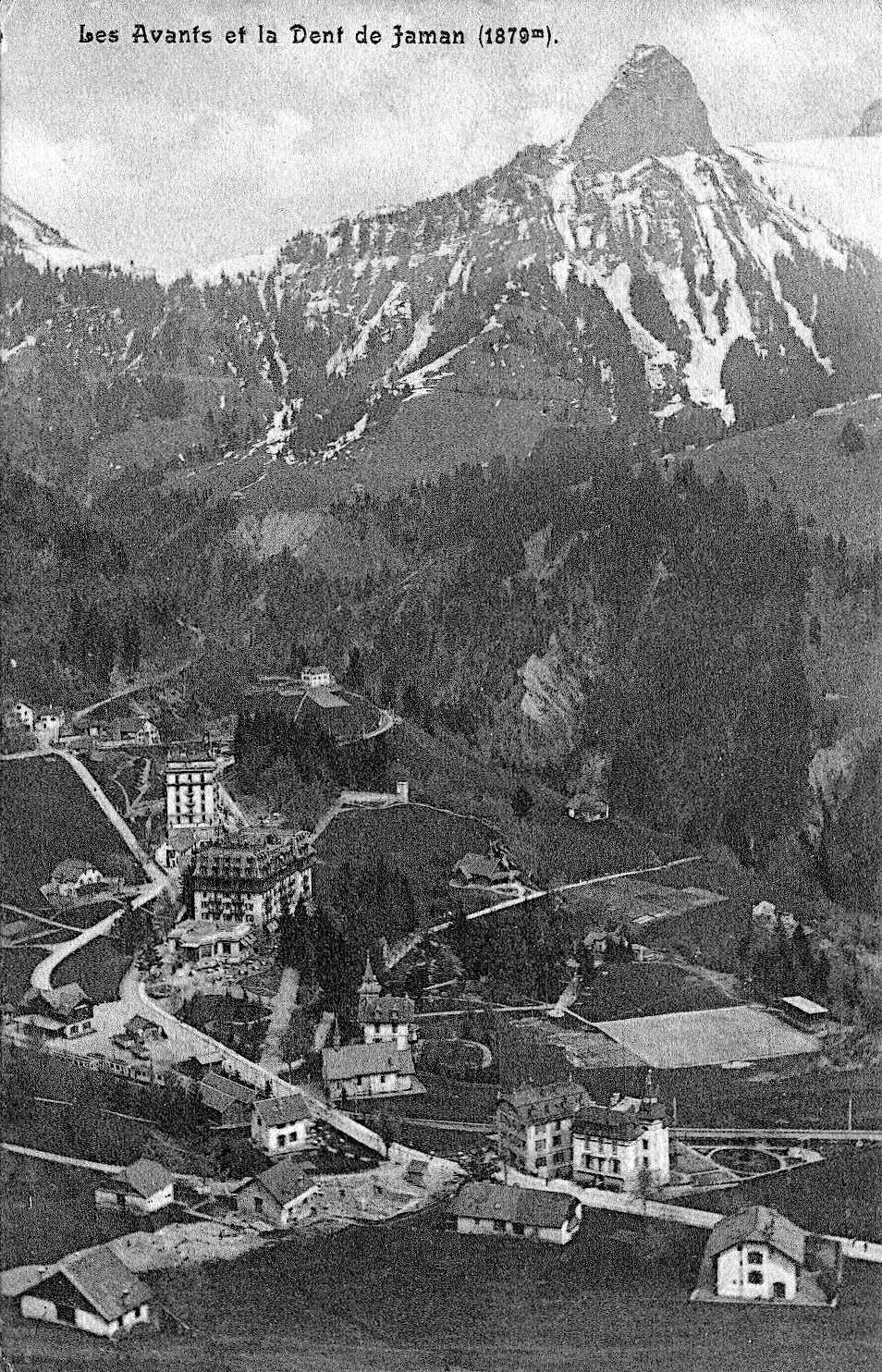
Postkarte von Les Avants, rechts unten die Natureisbahn, um 1910

Der Wintersportort Les Avants hatte bei der Etablierung des Eishockeys in der Schweiz eine Pionierrolle. In Kanada wurde schon länger Eishockey gespielt und britische Touristen brachten dieses Spiel nach Les Avants. Anfang des 20. Jahrhunderts organisierte Louis Dufour als Besitzer des örtlichen Grand Hôtels Eishockeyspiele zwischen seinen Gästen und Schülern des Instituts Bellerive aus La Tour-de-Peilz, dessen Leiter Max Sillig war. 1904 wurde der HC Les Avants gegründet und gemeinsam mit anderen, nahezu zeitgleich entstandenen Vereinen entstand die Eishockey-Liga der Romandie, die «Ligue de hockey sur glace de la Suisse romande». 1908 wurde Sillig erster Präsident des Schweizer Eishockeyverbands, der in Vevey von den ausschliesslich aus der Romandie stammenden Hockeyclubs Les Avants, Bellerive Vevey, Caux, Lausanne, Leysin, Servette, La Villa und Villars gegründet wurde.
In Les Avants wurde die Eishockey-Europameisterschaft 1910 als erstes offizielles internationales Turnier für Nationalmannschaften überhaupt sowie das Eishockeyturnier in Les Avants 1911 und 1914 ausgetragen.
Der Hockey Club Les Avants gewann in der Saison 1911/12 und 1912/13 die Schweizer Eishockeymeisterschaft, sowie die Internationale Schweizer Eishockeymeisterschaft 1916/17. Danach sind keine Meisterschaftsteilnahmen des Clubs mehr verzeichnet, allerdings fanden noch Meisterschaften wie die Internationale Schweizer Eishockeymeisterschaft 1918/19 in Les Avants statt.
Spieler des Clubs waren u. a. Louis Dufour und Max Sillig.
Als durch die Weltwirtschaftskrise der Tourismus einbrach, wurde der Verein aufgelöst.
Die Natureisbahn wurde noch bis in die 1990er Jahre genutzt. An den Verein erinnert noch ein kleines Gebäude, das als Garderobe diente.